# Nikolaj Iljinskij
Nikolaj Iljinskij (russisk: Николай Серафимович Ильинский) (født 27. januar 1934 i Novomoskovsk i Sovjetunionen, død 30. juni 2022) var en sovjetisk og ukrainsk filminstruktør og manuskriptforfatter.

## Filmografi
- Milliony Ferfaksa (Миллионы Ферфакса, 1980)[4][5]